# Chambre 12
Chambre 12 é o primeiro álbum da cantora e compositora francesa Louane, lançado em 2 de março de 2015, pela gravadora Mercury Records. Se tornou o mais vendido na França, uma semana após o seu lançamento, vendendo 60.370 cópias e recebendo certificação de ouro.

## Lista de faixas
| N.º | Título                       | Compositor(es)                                                                                  | Duração |  |
| 1.  | "Jour 1"                     | Patxi Garat                                                                                     | 3:37    |  |
| 2.  | "Avenir" (versão para rádio) | Louane Emera Quentin Capron                                                                     | 3:05    |  |
| 3.  | "Maman"                      | Yohann Malory Tristan Salvati                                                                   | 2:42    |  |
| 4.  | "Jeune"                      | Dan Black Garat                                                                                 | 3:35    |  |
| 5.  | "Tourne"                     | Garat                                                                                           | 3:43    |  |
| 6.  | "Chambre 12"                 | Yohann Malory Tristan Salvati                                                                   | 4:04    |  |
| 7.  | "Tranquille"                 | Antoine Chance Fred Perrot                                                                      | 3:51    |  |
| 8.  | "Alien"                      | David Gategno Amaury Salmon                                                                     | 3:40    |  |
| 9.  | "Nous"                       | Black Joe Hirst Daniel Baker Pauline Lopez de Ayora Florent Biolchini                           | 3:49    |  |
| 10. | "Du courage"                 | Garat                                                                                           | 3:09    |  |
| 11. | "La fuite"                   | Garat                                                                                           | 3:10    |  |
| 12. | "Je vole"                    | Pierre Billon Michel Sardou Marie Jeanne Serero Philip J Glenister Victoria Bedos Eric Lartigau | 3:36    |  |

| Faixas bônus |                                  |                               |         |  |
| N.º          | Título                           | Compositor(es)                | Duração |  |
| 13.          | "La mère à Titi"                 | Renaud Séchan Franck Langolff | 4:12    |  |
| 14.          | "Avenir" (versão original)       |                               | 3:16    |  |
| 15.          | "Jeune" (versão para rádio)      |                               | 3:04    |  |
| 16.          | "Chambre 12" (versão para rádio) |                               | 3:19    |  |
| 17.          | "Tourne" (versão para rádio)     |                               | 3:36    |  |
| 18.          | "Maman" (versão para rádio)      |                               | 2:52    |  |

## Paradas e certificações
| Parada (2015)                 | Melhor posição |
| ----------------------------- | -------------- |
| Alemanha (Offizielle Top 100) | 22             |
| Bélgica (Ultratop Flanders)   | 92             |
| Bélgica (Ultratop Wallonia)   | 1              |
| França (SNEP)                 | 1              |
| Suiça (Romandie)              | 1              |
| Suíça (Schweizer Hitparade)   | 6              |

| País                                        | Certificação | Vendas  |
| ------------------------------------------- | ------------ | ------- |
| França (SNEP)                               | Platina*     | 400.000 |
| *informação baseada na quantidade de vendas |              |         |